# ОШ „Јован Шербановић” Рановац
ОШ „Јован Шербановић” у Рановцу, насељеном месту на територији општине Петровац на Млави, државна је установа основног образовања.

## Историјат школе
Школа је основана 1845. године и била је једна од првих у витовничком крају. У почетку имала је три разреда, а крајем 19. века је прерасла у четвороразредну, тада су школу похађала само деца из рановачких заселака, али касније им се придружују и деца из околних села. У почетку је у школи радио само један учитељ који је становао у школској згради. Као први учитељ рановачке школе спомиње се Риста Протић који је радио крајем 1880. године. Крајем 19. века у Рановцу сазидана је нова школска зграда и са изградњом је завршена 1905. године. Први ђаци су пошли у нову рановачку школу у току школске године 1905/06.
За време Првог светског рата рановачки крај је био под бугарском окупацијом, када је бугарска војска школу користила као касарну. После ослобођења земље, 1918. године, школска зграда се темељно реновирала. Становници села су финансијски помагали обнову школе.
Рановачка школа је у време Краљевине Срба, Хрвата и Словенаца (Краљевине Југославије) била једна од најбољих у срезу Млавском, имала је веома лепо уређено двориште, школску башту, библиотеку и веома је активно радила на културно-просветном раду са мештанима села.
После ослобођења након Другог светског рата, 1944. године, школа је почела поново са редовном наставом. Тада је још увек била четворогодишња школа. Након школске реформе 1950. године прерасла у осмогодишњу. Убрзо затим постаје матична школа за насеља Рановац, Кладурово и Манастирица. Након Другог светског рата школа је добила назив „Јован Шербановић”, по Јовану Шербановићу, учеснику Народноослободилачке борбе и народном хероју Југославије.

## Школа данас
Крајем 2003. године успешно је завршена изградња нове школске зграде, уз велико залагање мештана села Рановац, околних села, Општине Петровац на Млави и републичких просветних органа. Нова школска зграда је саграђена на простору нешто даље од старе школе. Ђаци и наставно особље коначно су се уселили у нову школу пред почетак нове 2004. године. Остаци старе школе су коначно уклоњени 2013. године.
Први директор рановачке школе у годинама након Другог светског рата био је Жикица Станојевић. Он је почео да ради у школи након Другог светског рата и био је један од организатора осмогодишње наставе. После њега је директор био Чеда Драгојевић. Добросав Тепавчевић је дуго радио у рановачкој школи и био је директор школе са најдужим стажом. Њега је на месту директора наследила Јасна Ивковић, наставница српског језика, а њу је наследила Весна Шуберт, учитељица из Рановца. Тренутна директорка је Сања Стјепановић, педагог школе.

### Подручна одељења
Школа у Кладурову
У селу ради четвороразредна основна школа која је започела са радом 1868. године. Нема пуно података о најранијој историји школе. Први познати редовни учитељ који радио у Кладуровској школи био је Мијаило Гашпаревић. Његово име се спомиње на списку учитеља у срезу млавском из 1880. године.
Прилике у кладуровској школи углавном су нам познате из извештаја школских надзорника у срезу млавском од краја 19. и током прве половине 20. века. Најпоузданији подаци потичу из периода након Првог светског рата. Прилике у кладуровској школи нису се много разликовале од прилика од осталих школа у околини. Школе су биле поприлично уништене у току Првог светског рата. С обзиром на то да ни држава ни округ нису финансијски помагали обнову ових школа, саме општине су биле принуђене да оправе школе колико год је то било могуће.
У току рата су свештеничке књиге углавном биле упропашћене. Без ових књига није се могао извршити правилан упис деце у први разред основне школе. Родитељи који нису били вољни да шаљу децу у школу настојали су да искористе такву ситуацију и да потпуно избегну школовање деце.
Поред тога, кладуровска и остале школе у Хомољу имале су великих проблема са лошим комуникацијама и са хајдуцима који су и даље хајдуковали у шумама више година након завршетка рата.
С обзиром на то да је школа у Кладурову страдала у току Првог светског рата било је потребно подићи нову школску зграду. Због недостатка средстава и лошег економског стања самог села није било могуће извести обнову школе. Школа у Кладурову није могла бити обновљена без помоћи државе, што се јасно види из пописа прилика у срезу млавском из 1928. године. Прошло је више од 10 година од завршетка рата пре него што је школска зграда обновљена.
У току Другог светског рата рад школе је био нередован услед ванредних ратних прилика и недостатка наставног особља. По завршетку рата школа наставља са радом. Убрзо након школске реформе 1950. године школа у Рановцу постаје матична школа за насеља Кладурово, Манастирица и Рановац.
Од тада па до данас школа у Кладурову и даље ради као четворогодишња школа. Након завршетка првих четири разреда ученици кладуровске школе настављају своје школовање у осмогодишњој рановачкој школи.
Школа у Манастирици
Школа је основана и почела да ради 1866. године. Почела је наставу као трогодишња, да би крајем 19. века прерасла у четворогодишњу. Један од првих учитеља био је Стеван Митровић, који се спомиње 1880. године.
До избијања Другог светског рата у школи се сменило више квалитетних учитеља, а након школске реформе 1950/53. године школа наставља рад као издвојено одељење матичне основне школе у Рановцу.
Данашња зграда школе је направљена 1974. године, а реновирана је 1980. године.